# Bomberman Max 2
Bomberman Max 2: Blue Version e Bomberman Max 2: Red Version sono due videogiochi pubblicati per Game Boy Advance nel 2002. In Giappone, questi titoli sono stati distribuiti come Bomberman Max 2: Bomberman Version (ボンバーマンMAX2 ボンバーマンバージョン?, Bonbāman Makkusu Tsū: Bonbāman Bājon) e Bomberman Max 2: Max Version (ボンバーマンMAX2 マックスバージョン?, Bonbāman Makkusu Tsū: Makkusu Bājon). In Nord America, invece, sono stati pubblicati come Bomberman Max 2: Blue Advance e Bomberman Max 2: Red Advance. Le due versioni del gioco offrono esperienze diverse: nella Blue Version, il personaggio giocabile è Bomberman, mentre nella Red Version il protagonista è Max. Il gioco è il seguito di Bomberman Max uscito per Game Boy Color nel 1999.

## Trama
Il pianeta Bomber è un luogo pacifico fino a quando Mujoe e i banditi Hige Hige attaccano la Bomber Base. Durante l'assalto, piazzano una macchina al centro della base come parte dell'operazione Mini-Mini. Bomberman e Max, avvistando i nemici, cercano di intervenire, ma Mujoe e gli Hige Hige attivano la macchina e fuggono, attirando i due eroi in una trappola. Rimpiccoliti dal malefico congegno, Bomberman e Max contattano il Dr. Ein per chiedere aiuto. Tuttavia, lo scienziato non può recarsi sul posto poiché rischia di essere colpito dagli effetti della macchina. Così, decide di inviare dei Charabom per assistere gli eroi nella disattivazione del dispositivo.

## Modalità di gioco
Il gameplay è quello classico di Bomberman, incentrato sulla sconfitta dei nemici all'interno di un'area a griglia. All'inizio di ogni livello, il Dr. Ein informa il giocatore sugli obiettivi da raggiungere per superare il livello. Questi obiettivi possono includere la sconfitta di tutti i nemici, il recupero di un Charabom o altri compiti specifici. Una volta raggiunto l'obiettivo, si aprono diversi portali di uscita per passare alla fase successiva. Possono apparire due tipi di portali: uno rosso e uno blu. Il portale rosso riporta il giocatore a un livello già completato, mentre quello blu conduce a un nuovo livello. Completando i livelli, il giocatore aumenta la percentuale di completamento, che influisce sul finale del gioco. Se il giocatore termina con una percentuale inferiore al 100%, ottiene un finale negativo, rappresentato da una schermata in cui il protagonista mette in discussione il risultato. Al contrario, completando il gioco con il 100% si ottiene un finale positivo. In ogni partita, è possibile accedere all'80% del gioco; il restante 20% può essere sbloccato solo ricevendo le restanti aree da un altro Game Boy Advance con una versione differente del gioco tramite la modalità Pitch Area.
Una novità nella modalità Normal Game riguarda l'interazione con oggetti di grandi dimensioni nello scenario. Poiché gli eroi sono stati rimpiccioliti, in alcune fasi un grosso stivale appartenente a uno dei banditi Hige Hige può cercare di schiacciare il giocatore, oppure un altro dispositivo può inseguirlo. Questi oggetti non possono uccidere il giocatore, ma lo stordiscono e possono fargli perdere alcuni oggetti o spostarlo in un'altra parte del livello. In alcune fasi, sarà necessario utilizzare l'oggetto bolla, che consente di accedere a nuove aree. In questo gioco, i Charabom, creature simili ai Pokémon e dotate di abilità speciali, hanno un ruolo più significativo rispetto al capitolo precedente, poiché possono essere utilizzati anche in modalità per giocatore singolo. Ogni Charabom offre al protagonista un'abilità unica quando viene equipaggiato, come ad esempio l'aumento della potenza di fuoco delle bombe. Inoltre, possono essere impiegati in modalità Battle Game o combinati tra loro per creare nuovi Charabom. Le statistiche dei Charabom possono essere potenziate trovando cibo distruggendo i blocchi leggeri. Questo sistema di potenziamento consente ai giocatori di personalizzare le abilità dei loro Charabom e migliorare le loro performance durante il gioco.

## Pubblicazione
Bomberman Max 2 è stato sviluppato e pubblicato da Hudson Soft il 7 febbraio 2002 in Giappone, dove entrambe le versioni sono state distribuite lo stesso giorno. Nel Nord America, il gioco è uscito il 4 giugno 2002, distribuito da Majesco Entertainment, mentre in Europa è stato pubblicato il 14 marzo 2003 da Vivendi Universal Games.

## Accoglienza
| Testata                            | Versione | Giudizio |
| ---------------------------------- | -------- | -------- |
| GameRankings (media al 09-12-2019) | Blue     | 71.50%   |
| GameRankings (media al 09-12-2019) | Red      | 73.36%   |
| Metacritic (media al 06-11-2024)   | Blue     | 75/100   |
| Metacritic (media al 06-11-2024)   | Red      | 75/100   |
| AllGame                            | Blue     | 4/5      |
| MAN!AC                             | -        | 75/100   |
| Famitsū                            | -        | 28/40    |
| Nintendo Power                     | -        | 3.7/5    |
| GameSpot                           | -        | 7.3/10   |
| IGN                                | Blue     | 7.5/10   |
| Nintendo World Report              | -        | 5/10     |
| Eurogamer                          | -        | 7/10     |
| Game Informer                      | -        | 8/10     |
| SpazioGames.it                     | Blue     | 8/10     |
| Jeuxvideo.com                      | Blue     | 12/20    |

Secondo Metacritic, entrambe le versioni di Bomberman Max 2 hanno ricevuto recensioni "generalmente favorevoli". Su GameRankings, Bomberman Max 2: Blue Version ha ottenuto un punteggio aggregato del 71.50%, mentre Bomberman Max 2: Red Version ha raggiunto il 73.36%. In Giappone, la rivista Famitsū gli ha dato un punteggio di 28 su 40.
IGN lo ha descritto come un gioco valido e solido, caratterizzato da un gameplay che risulta apprezzabile per gli appassionati dei titoli multiplayer della serie Bomberman. La struttura del gioco favorisce la rigiocablità, poiché i giocatori devono ripercorrere i livelli già completati per accedere a nuove aree e scoprire tutti i Charabom nascosti. Tuttavia, alcuni giocatori potrebbero percepire l'azione come leggermente lenta e notare la presenza di elementi frustranti, come i punti di morte nascosti. Le modalità che si svolgono tramite il collegamento di due console sono state considerate deludenti, specialmente in relazione alla reputazione di Bomberman per le sue esperienze multigiocatore. Nonostante queste critiche, il gioco offre un pacchetto interessante e rappresenta un buon acquisto per coloro che cercano un'esperienza diversa rispetto alla formula tradizionale della serie. Tuttavia, chi desidera vivere l'autentica azione di Bomberman dovrebbe provare titoli come Bomberman Tournament.
Secondo GameSpot, Bomberman Max 2 è un gioco d'avventura divertente, caratterizzato da un discreto aspetto collezionistico e da alcuni minigiochi interessanti. Tuttavia, rispetto a giochi di ruolo strategici più consistenti come Pokémon o Robopon 2, il gioco potrebbe non mantenere l'interesse dei giocatori a lungo termine. Con soli 60 personaggi da collezionare e modalità di ricerca e battaglia più brevi rispetto ai giochi Pokémon per Game Boy Color, la longevità del titolo è messa in discussione. Inoltre, l'assenza di una modalità battaglia originale di Bomberman potrebbe deludere i fan storici della serie. Jeuxvideo.com evidenzia che le differenze tra le versioni blu e rossa sono minime, suggerendo che queste siano state concepite principalmente per incentivare il consumo. La campagna per giocatore singolo è considerata piacevole ma non eccezionale, e le battaglie dei Charabom possono risultare confuse. Nintendo World Report afferma che il gioco avrebbe potuto essere notevole se non fosse stato per la scarsa struttura dei livelli, gli incarichi frustranti e l'inutile modalità Battle Game. La mancanza della classica modalità multiplayer di Bomberman riduce ulteriormente il valore del gioco, rendendolo meno attraente; solo i fan irriducibili della serie potrebbero trovarlo interessante. La rivista tedesca MAN!AC ha descritto il gioco come divertente in modalità singola ma debole in multigiocatore. Game Informer ha notato che la missione per giocatore singolo è un po' noiosa, ma comunque divertente, definendolo un acquisto complessivamente valido.
Eurogamer ha descritto Bomberman Max 2 come uno dei quei giochi che si trovano a pochi centimetri dalla grandezza. Nintendo Power ha sottolineato che ogni versione del gioco presenta un finale unico e obiettivi diversi per le 100 aree disponibili. Secondo AllGame, il titolo si avvicina maggiormente ai giochi arcade degli anni '80 in termini di struttura e divertimento. SpazioGames.it ha commentato che il gioco è molto semplice, ma al contempo vario e divertente. Everyeye.it ha affermato che il gioco rappresenta l'essenza di Bomberman, sia nei suoi aspetti positivi che negativi. Nonostante alcune piccole innovazioni, la formula di gioco consolidata potrebbe risultare noiosa per chi ha già giocato ai capitoli precedenti; sarebbe stato preferibile sviluppare e migliorare le idee del primo capitolo. Pertanto, il gioco è consigliato principalmente a chi non ha mai avuto esperienza con i titoli della serie Bomberman. Secondo Videogame.it, sebbene Bomberman Max 2: Red Advance e Bomberman Max 2: Blue Advance presentino alcune regressioni rispetto al precedente capitolo per Game Boy Color, perdendo il carattere di action RPG, mantengono intatto il fascino e la freschezza che hanno sempre contraddistinto la saga. Tuttavia, l'estrema somiglianza tra i due titoli, che si differenziano solo per la caratterizzazione dei Charabom e per alcune sfumature nei livelli, è compensata solo parzialmente dalla presenza di 20 livelli extra per ciascun gioco. Pertanto, sono consigliati principalmente ai fan sfegatati di Bomberman; mentre per tutti gli altri uno dei due giochi risulterebbe più che sufficiente.